# Circus Louis Knie junior

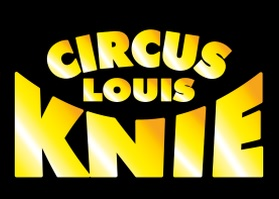
Signet des Österreichischen Circus Louis Knie junior

Der Circus Louis Knie junior ist ein 2005 gegründeter österreichischer Circus. Der Gründer entstammt der bereits 1806 in Österreich begründeten Circusdynastie Knie.
Aus der Dynastie Knie stammen auch die Gründer des Schweizer National-Circus Knie, des deutschen Zirkus Charles Knie, sowie des österreichischen National Circus Louis Knie.

## Geschichte

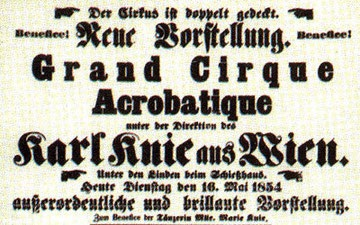
Plakat des Circus Karl Knie zur Vorstellung vom 16. Mai 1854

Friedrich Knie (sen.) war in der Donaumonarchie Leibarzt der Kaiserin Maria Theresia. 1784 wurde sein Sohn Friedrich in Erfurt geboren. Friedrich (1784–1850) gilt als Begründer der „Circus-Dynastie Knie“. Friedrich wollte wie sein Vater Arzt werden. 1803 brach er jedoch sein Medizinstudium ab. Die Darbietungen einer Kunstreitertruppe begeisterten ihn so sehr, dass er mit dieser mitziehen wollte.
Bereits 1806 gründete er mit Akrobaten und eigenen Pferden eine eigenständige Künstlertruppe. Unter dem Namen „Wiener Seiltänzertruppe“ gastierten sie mit ihrer ungedeckten Arena in den Ländern der Donaumonarchie, Bayern, Baden, Preußen und in der Schweiz. In Innsbruck heiratete er 1807 Antonia Stauffer (1786–1833). Von ihren fünf Kindern übernahm Karl (1813–1860) die Leitung. Er heiratete Anastasia Maria Staudinger (1808–1881). Sie hatten sieben Kinder, von denen Ludwig (1842–1909) die Leitung übernahm. Er heiratete Marie Heim (1858–1936). Ludwig war oft und gerne mit seiner Truppe für Vorstellungen in der Schweiz. So stellte der gebürtige Wiener den Antrag auf Erteilung des Schweizer Bürgerbriefs. Am 26. Dezember 1900 wurde er mit seiner Frau und ihren fünf Kindern in die Gemeinde Gerlikon-Gachnang, im Kanton Thurgau, eingebürgert. So wanderte die dritte mit der vierten Generation der Artisten Familie Knie in die Schweiz aus.
Erst Ende 1993 kehren ein Mitglied aus der Sechsten und der Siebenten Generation nach Österreich zurück. Louis Knie sen. (* 1951) verlässt das Familienunternehmen und die Schweiz und geht mit seiner Frau Germaine (* 1948) und Sohn Louis (* 1974) nach Österreich. Mit finanzieller Unterstützung seiner Verwandten gelingt es ihm den Österreichischen Nationalcircus Elfi Althoff-Jacobi zu erwerben. 1993 feierte der Circus unter der Leitung von Elfi Althoff-Jacobi sein 20-Jahre-Jubiläum. Die Jubiläumssaison war auch die große Abschiedstournee. Bereits 1994 startete der neue Österreichische National Circus Louis Knie seine erste Tournee durch Österreich. Sohn Louis war seit Tourneestart mit seiner eigenen Pferdedressur im Circus ein wichtiger Teil des Programms.
Nach einigen unschönen Jahren musste aus finanziellen Gründen der Betrieb im August 2005 eingestellt werden. Der Circus wurde mit den Namensrechten an eine österreichische Bank verpfändet.

## Louis Knie junior
Ganz nach seinem Motto „ein Leben für den Circus“ gründet Sohn Louis Knie junior im August 2005 seinen eigenen Circus.
Louis Knie junior und seine Ehefrau Gipsy de Rocchi (* 1975) haben mit der Geburt ihres Sohnes David Louis Knie 1999 die achte Generation der Knie-Dynastie begründet.
Im 2010 heiratet Louis zum zweiten Mal. Aus der Ehe mit Ilona Pistekova (* 1981), einer tschechischen Trapez-Artistin, wurde 2013 ihr Sohn Loris Franco geboren.
Im Sommer 2011 konnte ein neues Zirkuszelt mit 35 Metern Durchmesser und einer Kuppelhöhe von 12 Metern in Betrieb genommen werden.

## Knie’s reisender Zoo
An jedem Veranstaltungsort können die Circus Tiere in Knie’s reisendem Zoo besucht werden. Zu sehen sind über 60 Tiere.

## Kritik aus dem Tierschutz
Negative Schlagzeilen machte der Zirkus 2019, als er von Tierschützern wegen Verdachts auf Rollkur und allgemeiner Überbelastung der Tiere angezeigt wurde.

## Unfall
Am 12. März 2015 ereignete sich während der Abendvorstellung ein Unfall. Aus ca. 10 Meter Höhe stürzten die Hochseilartisten „Los Ortiz“ ab. Die Gruppe bestand aus drei Männern, wovon zwei leichte Verletzungen aufwiesen. Der dritte Mann hatte schmerzhafte Rippenprellungen und Blessuren im Gesicht, die genäht werden mussten.